# 8 juli
8 juli är den 189:e dagen på året i den gregorianska kalendern (190:e under skottår). Det återstår 176 dagar av året.

## Namnsdagar

### I den svenska almanackan
- Nuvarande – Kjell
- Föregående i bokstavsordning
  - Katja – Namnet infördes på dagens datum 1986. 1993 flyttades det till 15 november och 2001 till 25 november.
  - Kettil – Namnet infördes på dagens datum 1986, men utgick 1993.
  - Kilian – Namnet fanns, till minne av en irländsk eller skotsk missionär, som dog martyrdöden i Tyskland på 600-talet, på dagens datum före 1901, då det utgick.
  - Kjell – Namnet infördes på dagens datum 1901 och har funnits där sedan dess.
  - Tjelvar – Namnet infördes 1986 på 13 oktober, men flyttades 1993 till dagens datum och utgick 2001.
- Föregående i kronologisk ordning
  - Före 1901 – Kilian
  - 1901–1985 – Kjell
  - 1986–1992 – Kjell, Katja och Kettil
  - 1993–2000 – Kjell och Tjelvar
  - Från 2001 – Kjell
- Källor
  - Brylla, Eva (red.): Namnlängdsboken, Norstedts ordbok, Stockholm, 2000. ISBN 91-7227-204-X
  - af Klintberg, Bengt: Namnen i almanackan, Norstedts ordbok, Stockholm, 2001. ISBN 91-7227-292-9

### Finlandssvenska almanackan
- Nuvarande från 2020[1] – Tor, Tore, Tora, Tord
- I föregående revideringar[a][2]
  - 1929–1949 – Tor, Tora
  - 1950–1972 – Tor, Tore
  - 1973–2014 – Tor, Tore, Tora
  - 2015–2019 – Tor, Tore, Tord, Tora

## Händelser
- 975 – Den engelske kungen Edgar den fredlige avlider 31 år gammal. Han efterträds av sin 13-årige son Edvard, som dock blir mördad 978, efter knappt tre år som kung, då hans styvmor Elfrida vill röja honom ur vägen och hellre ser sin egen son Ethelred som Englands kung.
- 1319 – Den treårige Magnus Eriksson väljs till svensk kung vid Mora stenar. Han är brorson till den året före avsatte kung Birger Magnusson och son till Erik Magnusson, som Birger tillsammans med brodern Valdemar har låtit fängsla i december 1317 under Nyköpings gästabud. Den lille Magnus är den närmaste blodssläktingen till den nuvarande kungaätten (Bjälboätten) och har dessutom den 8 maj blivit kung av Norge, då han har ärvt den norska tronen, eftersom den gamle norske kungen Håkon Magnusson var hans morfar. Sverige och Norge hamnar därmed i personalunion till 1343, då Magnus son Håkan blir kung av Norge. Magnus förblir kung av Sverige tills han blir avsatt 1364 och med sina nästan 45 år på tronen blir han den svenske regent, som har suttit näst längst. Carl XVI Gustaf har rekordet numera (2025).
- 1497 – Den portugisiske sjöfararen Vasco da Gama avseglar med en flotta på fyra fartyg från Lissabon, för att hitta sjövägen till Indien. I december blir han och hans besättning de första européerna, som rundar Godahoppsudden nära Afrikas sydspets och i maj året därpå kommer flottan fram till Indien. I september 1499 återvänder da Gama med sin besättning till Portugal och blir rikligt belönad, för att ha förverkligat den 80 år gamla portugisiska drömmen om att hitta en sjöväg till Indien. Dessutom blir han utnämnd till ”amiral av Indiska oceanen”.
- 1717 – En dansk-norsk flotteskader, ledd av Peter Tordenskjold, genomför ett anfall mot Strömstad i Bohuslän, för att försöka skära av den svenska armén i Norge från sin huvuddepå. De svenska strandbatterierna lyckas dock framgångsrikt stå emot anfallet och efter några timmar, då danskarna har misslyckats med en landstigning, tvingas de dra sig tillbaka. Då Tordenskjold i maj samma år har misslyckats med ett angrepp mot Göteborg blir han efter anfallet mot Strömstad fråntagen befälet över den danska flottan i Kattegatt och får under resten av stora nordiska kriget en undanskymd roll.
- 1766 – Två år efter att den nya Drottningholms slottsteater har börjat byggas kan den nya lokalen besiktigas av det svenska kungaparet Adolf Fredrik och Lovisa Ulrika. Den ursprungliga teatern har uppförts 1754, men brunnit ner redan 1762, medan den nya teatern, som invigs dagen därpå, står kvar än idag (2025).
- 1853 – Den amerikanske kommendören Matthew C. Perry ankrar i Uragahamnen nära den japanska huvudstaden Edo (nuvarande Tokyo) med de fyra kanonbåtarna Mississippi, Plymouth, Saratoga och Susquehanna för att inleda förhandlingar med det japanska Tokugawashogunatet. Vad han (och USA) vill uppnå är att göra slut på Japans sakokupolitik, som innebär att landet är stängt för kontakter med västerlänningar, genom att de inte får komma in i landet och japaner inte får lämna det, med hot om dödsstraff för den som bryter mot detta. Sedan Perry har överlämnat ett brev från den amerikanske presidenten Millard Fillmore fortsätter han till Kina, men när han återvänder året därpå lyckas han, med hot om beskjutning från sina fartyg, förhandla sig till att tre japanska hamnar ska öppnas för handel med USA, genom konventionen i Kanagawa. Detta blir inledningen på att Japan öppnas för kontakter med omvärlden och därmed början på landets industrialisering.
- 1859 – Den svensk-norske kungen Oscar I avlider av en hjärntumör, fyra dagar efter sin 60-årsdag. Han efterträds som kung i både Sverige och Norge av sin äldste son Karl XV (i Norge med namnet Karl IV). Denne har sedan 1856 varit vicekung av Norge och har redan 1857 tagit över regentskapet från sin far, som prinsregent, då fadern redan då har fått svårt att regera på grund av sin sjukdom. Karl förblir kung i 13 år, innan han 1872 avlider i tarmcancer och då efterträds av sin bror Oscar II.
- 1889 – Charles Dow, Edward Jones och Charles Bergstresser grundar den amerikanska finanstidningen The Wall Street Journal, då det första numret utkommer. Den får så småningom även en europeisk och en asiatisk upplaga, men den amerikanska är idag (2025) USA:s största tidning, med en upplaga på 2,1 miljoner exemplar.
- 1960 – Bergspasset Abra del Acay i norra Argentina invigs efter tre års byggtid. Det öppnas för biltrafik dagen därpå och är världens högst belägna körpass med en officiell höjd på 4 895 meter över havet (även om olika mätningar varierar mellan 4 972 och 5 061 meter). Vägen är än idag (2025) inte asfalterad och lämpar sig därför bäst för terränggående fordon.

## Födda
- 1545 – Don Carlos, spansk prins
- 1593 – Artemisia Gentileschi, italiensk konstnär
- 1621
  - Jean de La Fontaine, fransk fabelförfattare
  - Leonora Christina, dansk memoarförfattare
- 1651 – Johannes Laurentii Barchius, politiker och domprost i Västerås
- 1748 – Johan Adam Tingstadius, svensk kyrkoman, biskop i Strängnäs stift 1803-1827, ledamot av Svenska Akademien 1794-1827
- 1817 – Carl Johan Bergman, svensk skolman och riksdagsman
- 1828 – David Turpie, amerikansk demokratisk politiker, senator för Indiana 1863 och 1887–1899
- 1831 – John Pemberton, amerikansk apotekare, känd för att ha lanserat Coca-Cola
- 1836 – Joseph Chamberlain, brittisk politiker
- 1838 – Ferdinand von Zeppelin, tysk general och luftskeppskonstruktör
- 1839 – John D. Rockefeller, amerikansk kapitalist och entreprenör
- 1850 – Charles Rockwell Lanman, amerikansk indolog
- 1865 – Gustaf Svensson i Tomelilla, svensk veterinär och liberal politiker
- 1867 – Käthe Kollwitz, tysk tecknare och skulptör
- 1872 – John H. Bankhead II, amerikansk demokratisk politiker, senator för Alabama 1931–1946
- 1881 – Georg Dalunde, svensk boktryckare och skådespelare
- 1885 – Julius Jaenzon, svensk filmfotograf och regissör
- 1890 – Hanns Johst, tysk författare
- 1895
  - James P. McGranery, amerikansk jurist och politiker, USA:s justitieminister 1952–1953
  - Igor Jevgenjevitj Tamm, sovjetisk fysiker, mottagare av Nobelpriset i fysik 1958
- 1898 – Gertie Löweström, svensk skådespelare
- 1907 – Nils Nordståhl, svensk skådespelare
- 1908 – Nelson Rockefeller, amerikansk republikansk politiker, guvernör i New York 1959–1973, USA:s vicepresident 1974–1977
- 1909 – Gunnar Heckscher, svensk professor och politiker, partiledare för Högerpartiet 1961–1965
- 1914
  - Jyoti Basu, indisk kommunistisk politiker
  - Folke Udenius, svensk skådespelare
- 1918 – Craig Stevens, amerikansk skådespelare
- 1919 – Walter Scheel, västtysk politiker, Västtysklands utrikesminister 1969–1974 och förbundspresident 1974–1979
- 1923
  - Harrison Dillard, amerikansk friidrottare, OS-guld 1948
  - Bibi Lindkvist, svensk skådespelare, regiassistent och ljudtekniker
- 1924 – Anton Schwarzkopf, tysk berg- och dalbanekonstruktör
- 1925 – Carlabel Berglund, svensk ishockeyspelare
- 1934 – Marty Feldman, brittisk komiker, skådespelare och regissör
- 1937 – Irma Erixson, svensk skådespelare
- 1938 – Tore Frängsmyr, svensk professor
- 1940 – Ben Chapman, brittisk labourpolitiker, parlamentsledamot 1997–2010
- 1944 – Jeffrey Tambor, amerikansk skådespelare
- 1945 – Micheline Calmy-Rey, schweizisk socialdemokratisk politiker, Schweiz utrikesminister 2003–2011 och president 2007 och 2011
- 1949 – Y.S. Rajasekhara Reddy, indisk politiker
- 1951 – Anjelica Huston, amerikansk skådespelare och regissör
- 1955 – Lena Endre, svensk skådespelare
- 1957 – Alan Campbell, brittisk labourpolitiker, parlamentsledamot
- 1958
  - Kevin Bacon, amerikansk skådespelare och regissör
  - Neetu Singh, indisk skådespelare
- 1961 – Andrew Fletcher, brittisk musiker, medlem i gruppen Depeche Mode
- 1965 – Niclas Wahlgren, svensk artist, skådespelare och programledare
- 1968
  - Magnus Erlingmark, svensk fotbollsspelare
  - Peter Gardiner, svensk skådespelare och dansare
  - Michael Weatherly, amerikansk skådespelare
- 1970 – Beck Hansen, amerikansk musiker och trubadur
- 1973 – Kathleen Robertson, kanadensisk skådespelare
- 1975 – Amara Lingua, indonesisk skådespelare och sångerska
- 1976 – Ellen MacArthur, brittisk seglare
- 1977
  - Sandra Lizé, kanadensisk vattenpolospelare
  - Milo Ventimiglia, amerikansk skådespelare
- 1981 – Ashley Blue, amerikansk skådespelare
- 1982
  - Sophia Bush, amerikansk skådespelare
  - Ola Söderholm, svensk ståuppkomiker och journalist
  - Marc Richards, brittisk fotbollsspelare
- 1986 – Jake McDorman, amerikansk skådespelare
- 1993 – Angelica Bengtsson, svensk stavhoppare
- 1995 – Sofi Flink, svensk spjutkastare

## Avlidna
- 975 – Edgar den fredlige, kung av England
- 1153 – Eugenius III, född Bernardo Pignatelli, katolskt helgon, påve
- 1623 – Gregorius XV, född Alessandro Ludovisi, påve
- 1639 – Bernhard av Sachsen-Weimar, tysk hertig och fältherre
- 1679 – Samuel Columbus, svensk författare, språkteoretiker och språkforskare
- 1695 – Christiaan Huygens, nederländsk matematiker, fysiker och astronom
- 1822 – Percy Bysshe Shelley, brittisk författare
- 1843 – Lars Hjortsberg, svensk skådespelare
- 1847 – Erik Gabriel Melartin, finländsk kyrkoman, biskop i Åbo ärkestift
- 1859 – Oscar I, kung av Sverige och Norge
- 1881 – Oscar Arnoldson, svensk operasångare
- 1893 – Abraham K. Allison, amerikansk politiker, guvernör i Florida
- 1897 – Isham G. Harris, amerikansk demokratisk politiker, guvernör i Tennessee och senator för samma delstat
- 1943 – Jean Moulin, fransk motståndsman under andra världskriget
- 1956 – Mona Mårtenson, svensk skådespelare
- 1957 – Bernhard Näsgård, svensk politiker och statsråd, Bondeförbundets partisekreterare och Sveriges jordbruksminister
- 1967 – Vivien Leigh, brittiskfödd skådespelare
- 1969 – Filip Oktjabrskij, sovjetisk amiral
- 1972 – Ghassan Kanafani, palestinsk författare, journalist och aktivist
- 1975 – Lennart Skoglund, svensk fotbollsspelare med smeknamnet Nacka, VM-brons 1950, VM-silver 1958
- 1979
  - Shinichiro Tomonaga, japansk fysiker, mottagare av Nobelpriset i fysik 1965
  - Michael Wilding, brittisk skådespelare
  - Robert Woodward, amerikansk kemist, mottagare av Nobelpriset i kemi 1965
- 1982 – Isa Miranda, italiensk skådespelare
- 1984 – Franz Fühmann, tysk författare och översättare
- 1994 – Kim Il-sung, nordkoreansk politiker, Nordkoreas premiärminister, president och diktator och Republikens evige president
- 1998 – Tore Werner, svensk operasångare
- 1999 – Gerd Widestedt, svensk skådespelare
- 2006 – June Allyson, amerikansk skådespelare och musikalartist
- 2007 – Chandra Shekhar, indisk politiker, Indiens premiärminister
- 2011
  - Roberts Blossom, amerikansk skådespelare och poet
  - Betty Ford, amerikansk politikerhustru, USA:s första dam
- 2012 – Ernest Borgnine, amerikansk skådespelare
- 2014 – John V. Evans, amerikansk demokratisk politiker, Idahos guvernör
- 2022 – Shinzo Abe, japansk politiker, premiärminister
- 2024 – Marina Kondratieva, rysk ballerina